# Богданци (област Разград)
Вижте пояснителната страница за други значения на Богданци.
Богданци е село в Североизточна България. То се намира в община Самуил, област Разград.

## География
Село Богданци (до 1934 г. село Абдул) е разположено почти в централната част на областта Лудогорие (Делиорман). Намира се на 380 м над морското равнище, североизточно от гр. Разград на около 20 км въздушна линия. То е заселено върху най-големия и силно разчленен от странични притоци Исперихски рид, простиращ се почти отвесно от юг към север, между реките Карапанча и Сенкювча. Землището на селото се огражда: на север от гората Келлик; на северозапад от гората Баладжалък; на запад от долината на р. Карапачана; на юг от гората Бекчии и на изток от долината на р. Сенкювча. В тези си оградни граници то включва около 13 хил. дка обработваема площ и граници: на север със землището на с. Ножарово; на северозапад със землището на с. Бърдоква; на запад със землището на с. Дурач; на югозапад със землището на с. Хърсово; на юг със землището на с. Кара Михал и на изток със землището на с. Владимировци.

## Население
Численост на населението според преброяванията през годините:
| \| Година на преброяване \| Численост \| \| --------------------- \| --------- \| \| 1934 \| 1032 \| \| 1946 \| 1095 \| \| 1956 \| 1126 \| \| 1965 \| 1089 \| \| 1975 \| 1025 \| \| 1985 \| 807 \| \| 1992 \| 707 \| \| 2001 \| 596 \| \| 2011 \| 514 \| \| 2021 \| 401 \| |           |
| Година на преброяване | Численост |
| 1934 | 1032      |
| 1946 | 1095      |
| 1956 | 1126      |
| 1965 | 1089      |
| 1975 | 1025      |
| 1985 | 807       |
| 1992 | 707       |
| 2001 | 596       |
| 2011 | 514       |
| 2021 | 401       |

### Етнически състав
Преброяване на населението през 2011 г.
Численост и дял на етническите групи според преброяването на населението през 2011 г.:
|                     | Численост | Дял (в %) |
| Общо                | 514       | 100.00    |
| Българи             | 38        | 7.39      |
| Турци               | 430       | 83.65     |
| Цигани              |           |           |
| Други               |           |           |
| Не се самоопределят | 3         | 0.58      |
| Неотговорили        | 42        | 8.17      |